# Eusebio Cano Pinto
Eusebio Cano Pinto (ur. 17 sierpnia 1940 w La Aldea del Puente w gminie Valdepolo, zm. 21 września 2020) – hiszpański polityk, publicysta i pisarz, poseł do Kongresu Deputowanych, poseł do Parlamentu Europejskiego II i III kadencji.

## Życiorys
Studiował nauki o informacji na Uniwersytecie Complutense w Madrycie, a także filozofię i literaturę na Uniwersytecie w Salamance. Kształcił się podyplomowo z zakresu socjologii w École des hautes études en sciences sociales w Paryżu, uzyskał dyplom z zakresu języka francuskiego. Pracował przez kilka lat w Paryżu. Po powrocie z Francji był redaktorem „Diario de Cáceres” i „Diario Extremadura”. Autor kilku publikacji książkowych.
W okresie przemian politycznych związanych z upadkiem frankizmu zaangażował się w działalność polityczną w ramach Hiszpańskiej Socjalistycznej Partii Robotniczej. Był sekretarzem generalnym partii w prowincji Cáceres (1977–1988) i członkiem zarządu w Estremadurze, a także lokalnym radnym. W 1979 po raz pierwszy uzyskał mandat posła do Kongresu Deputowanych z okręgu Cáceres, w 1982 wybrano go ponownie. Został wiceprzewodniczącym parlamentarnej komisji ds. kultury. Uczestniczył w stworzeniu statutu autonomicznego dla Estremadury, a także w pracach nad powołaniem w niej regionalnego parlamentu. Od stycznia 1986 był członkiem Parlamentu Europejskiego w ramach delegacji krajowej. W wyborach w 1987 i 1989 uzyskiwał mandat europosła. W PE przystąpił do Partii Europejskich Socjalistów, był m.in. wiceprzewodniczącym Komisji ds. Relacji Gospodarczych z Zagranicą (w okresie III kadencji).
Był żonaty, miał dwóch synów.